# Plicopurpura columellaris
Espèce
Plicopurpura columellaris est une espèce américaine de mollusques gastéropodes marin de la famille des Muricidae.

## Répartition
Plicopurpura columellaris est originaire de la côte ouest de l'Amérique centrale, ainsi que de certaines parties du Mexique et de la Colombie, mais l'espèce est désormais limitée au parc national de Huatulco.

## Statut de conservation
Plicopurpura columellaris est classé comme espèce protégée par le gouvernement mexicain depuis 1994. Depuis, seuls les indigènes mixtèques de Pinotepa de Don Luis sont autorisés à en extraire l'encre. Mais l’espèce continue d’être menacée par le braconnage illégal.
L'espèce a commencé à décliner en population dans les années 1980, lorsque les entreprises japonaises ont commencé à les capturer pour produire de la teinture pour les kimonos. L'extraction de l'encre ne tue pas les escargots mais ceux-ci sont souvent noyés ou laissés au soleil où ils finissent par mourir.

## Plicopurpura columellariset l'Homme
L'espèce est traditionnellement utilisée par les Mixtèques côtiers d'Oaxaca qui extraient un colorant violet de l'encre de ces escargots. Cette encre contient des neurotoxines utilisées pour paralyser leurs proies, mais qui restent inoffensives pour les humains.

## Systématique
Le nom valide complet (avec auteur) de ce taxon est Plicopurpura columellaris (Lamarck, 1816).
L'espèce a été initialement classée dans le genre Purpura sous le protonyme Purpura columellaris Lamarck, 1816.
Plicopurpura columellaris a pour synonymes :
- Buccinum rudolphi W. Wood, 1828
- Haustrum dentex Perry, 1811
- Plicopurpura pansa (A. Gould, 1853)
- Purpura columellaris Lamarck, 1816
- Purpura pansa A. Gould, 1853